# Пиччано
Пиччано (итал. Picciano) — коммуна в Италии, располагается в регионе Абруццо, в провинции Пескара.
Население составляет 1367 человек (2008 г.), плотность населения составляет 195 чел./км². Занимает площадь 7 км². Почтовый индекс — 65010. Телефонный код — 085.
Покровителем коммуны почитается святой Викентий, празднование в Фомино воскресенье.

## Демография
Динамика населения:

## Администрация коммуны
- Официальный сайт: